# 羅氏秋水茶

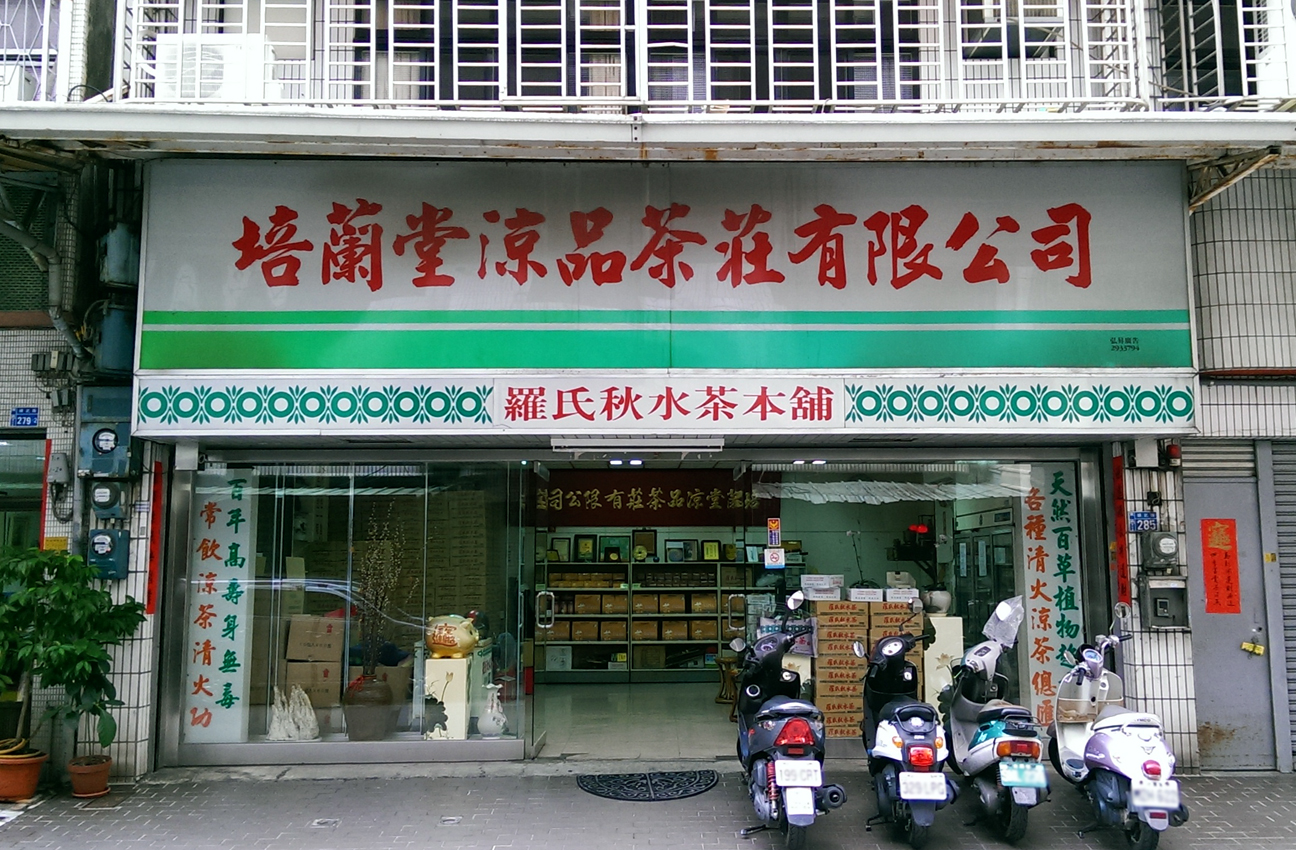
培蘭堂

羅氏秋水茶是發跡於台灣台中的青草茶，其配方以陳皮、仙楂等中藥為主，配合烏龍茶。

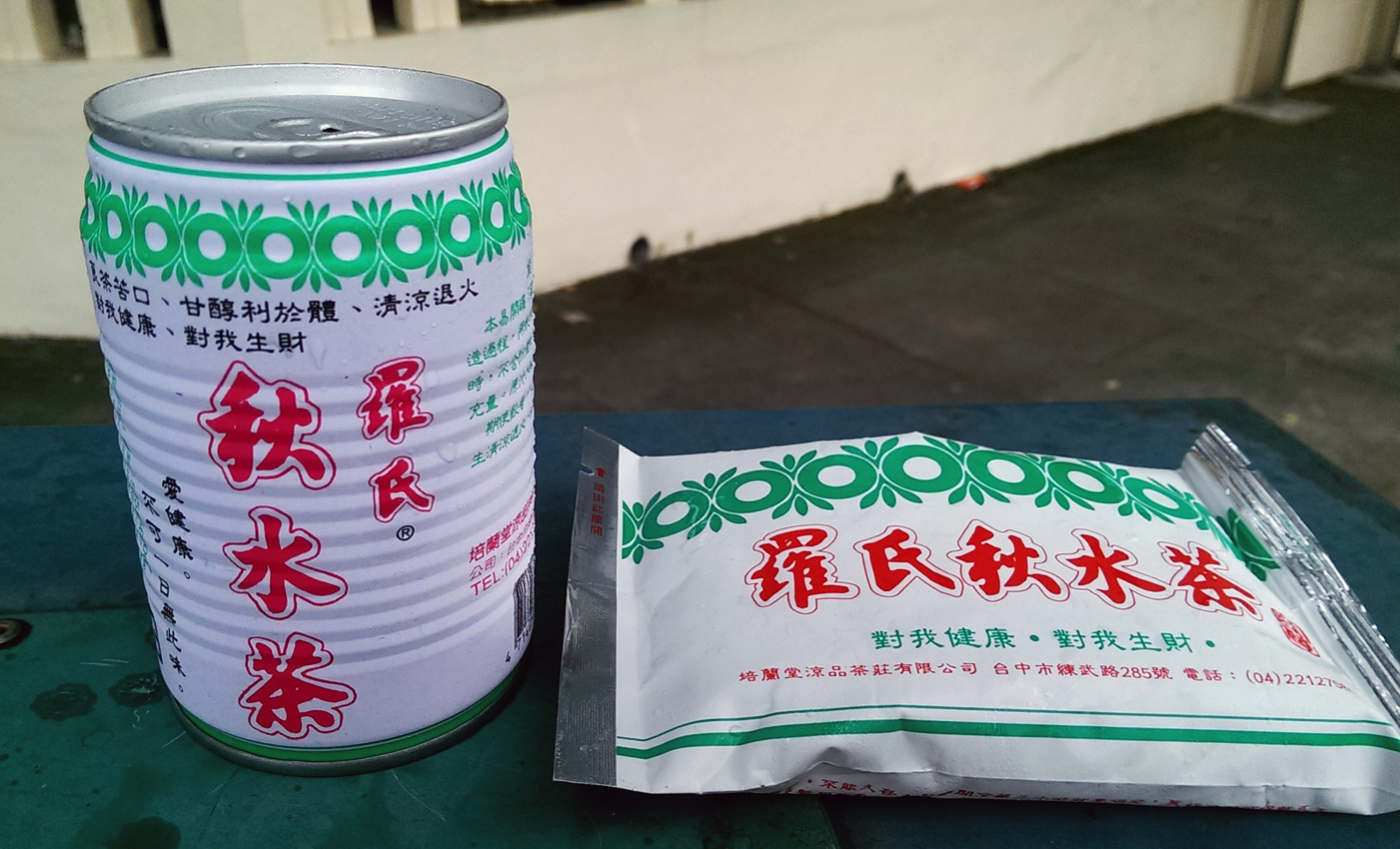
罐裝與袋裝的羅氏秋水茶

## 簡介
羅氏秋水茶源自由羅家經營的培蘭堂，清道光27年（1847年）福建發生霍亂，當時培蘭堂經營者羅秋水以陳皮、仙楂等中藥製作藥包予病人。疫病結束後仍有客人欲飲用此茶，該配方遂流傳下來，並名秋水茶。
1945年培蘭堂第6代羅漢平於台中落腳，他依照台灣氣候修改秋水茶配方並加入烏龍茶，以羅氏秋水茶為名在台中販售。羅漢平於台中太平開設藥草園與工廠，在那生產茶水與研究藥草。羅漢平的客群為藍領階級，最初僅販賣茶磚讓客人自行熬煮，後與檳榔攤、雜貨店合作，裝入玻璃瓶中販售。此後羅氏秋水茶在台灣中部一帶流行。
羅氏秋水茶因原料處理繁複、熬煮費時等因素而較難大規模生產，加上現代較少人於檳榔攤買茶，通路萎縮使羅氏秋水茶漸退出大眾視野。近年第3代經營者與部分賣場、餐廳合作，嘗試讓新世代看見羅氏秋水茶。

## 製作
熬煮羅氏秋水茶的藥草多在夏天採收，需一次採收一年的分量。採收後需日曬讓藥草產生香氣，機器烘乾、焙炒等方法會使成品味道有異。藥草曬乾後將依比例熬煮，加入冰糖後即可包裝。
羅漢平為不讓製作配方外傳而以口述傳承，後第2代經營者因早逝而不及傳承予第3代，第3代在老客戶、合作商家的協助下慢慢找回羅氏秋水茶一開始的口味。

## 外部連結
- 培蘭堂官網